# Direcció general del Patrimoni de l'Estat
La Direcció general del Patrimoni de l'Estat és un òrgan de gestió del Ministeri d'Hisenda i Funció Pública encarregada de l'administració general dels béns del patrimoni de l'Estat i la coordinació de la contractació pública en els termes establerts en les disposicions reguladores vigents.
El Director General del Patrimoni de l'Estat és, des del 29 d'octubre de 2012, Juan Antonio Martínez Menéndez.

## Funcions
Les seves funcions es regulen en l'Article 20 del Reial decret 769/2017, de 28 de juliol, i les seves funcions són:
- L'administració, explotació, defensa, recerca, inventari i altres actuacions previstes en la normativa reguladora dels béns del patrimoni de l'Estat.
- La construcció, conservació, reforma i reparació d'edificis administratius i altres que se li encomanin. La conservació de béns immobles patrimonials. Els treballs facultatius i la tramitació i gestió dels expedients de contractació i despesa d'aquestes obres. La coordinació i optimització de l'ús dels edificis administratius i la taxació i peritatge en les adquisicions, alienacions, permutes i arrendaments de béns del patrimoni de l'Estat. La supervisió dels projectes d'obres del departament. La coordinació i supervisió de l'exercici de les competències tècnic-facultatives de les Delegacions Especials d'Economia i Hisenda i de les Gerències del Cadastre.
- La formulació de les propostes de normes relatives a la contractació pública, així com dels informes i acords que han de sotmetre's a la consideració de la Junta Consultiva de Contractació Administrativa de l'Estat i dels òrgans col·legiats a ella adscrits. Ser el punt de referència per a la cooperació amb les institucions europees i remetre a la Comissió els informes previstos en la Directiva 2014/24/UE, del Parlament Europeu i del Consell, sobre contractació pública.
- La tramitació d'expedients de classificació de contractistes, portar el Registre Oficial de Licitadors i empreses classificades de l'Estat, portar el Registre de Contractes del Sector Públic i el suport a la Junta Consultiva de Contractació Administrativa de l'Estat en l'exercici de les competències que li incumbeixen en relació amb el Comitè Superior de Preus de Contractes de l'Estat.
- La gestió, tramitació i informe sobre els assumptes relacionats amb les accions i participacions representatives del capital de l'Estat en empreses mercantils i l'activitat comercial i industrial del sector públic.
- La coordinació de la implantació de la contractació electrònica, promovent la interoperabilitat de les aplicacions, en col·laboració amb la Comissió d'Estratègia TIC, i la gestió de la Plataforma de Contractació del Sector Públic.
- La gestió econòmica i dels mitjans personals, materials i pressupostaris a ella assignats, així com la realització d'estudis sobre les funcions i activitats per ella desenvolupades.

## Estructura
De la Direcció general depenen els següents òrgans directius:
- Subdirecció General del Patrimoni de l'Estat.
- Subdirecció General de Coordinació d'Edificacions Administratives.
- Secretaria de la Junta Consultiva de Contractació Administrativa.
- Subdirecció General de Classificació de Contractistes i Registre de Contractes.
- Subdirecció General d'empreses i Participacions Estatals.
- Subdirecció General de Coordinació de la Contractació Electrònica.
- Secretaria General.

### Organismes adscrits
- Comissió de Coordinació Financera d'Actuacions Immobiliàries i Patrimonials.
- Junta Consultiva de Contractació Administrativa de l'Estat.

## Directors generals
- Juan Antonio Martínez Menéndez (2012-)
- Carlos San Basilio Pardo (2012)
- María de las Mercedes Díez Sánchez (2004-2012)
- Marina Serrano González (2001-2004)
- Pablo Olivera Massó (1999-2001)
- Pablo Isla Álvarez de Tejera (1996-1998)
- Juan Antonio Vázquez de Parga y Pardo (1992-1996)
- Luis Alcaide de la Rosa (1989-1992)
- Francisco Zambrano Chico (1988-1989)
- Prudencio García Gómez (1985-1988)
- Francisco Javier Moral Medina (1982-1985)
- Luis Ducasse Gutiérrez (1980-1982)
- Arturo Romaní Biesca (1977-1980)